# Memento Mori (album)
Memento Mori (lat. "Sjeti se smrti") petnaesti je studijski album švedskog black metal sastava Marduk. Diskografska kuća Century Media Records objavila ga je 1. rujna 2023.

## O albumu
Ime albuma odnosi se do Memento Mori, pravca u umjetnosti s puno inačica, ali sa zajedničkom porukom, a to je podsjetiti čovjeka na njegovu smrtnost. Snimljen je u studiju Endraker u Norrköpingu, Švedska od rujna 2022. do ožujka 2023. Nakon snimanja albuma, basist Joel Lindholm bio je izbačen iz sastava zbog nacističke geste na Incineration Festivalu. Bas su snimili bivši član sastava, Magnus "Devo" Andersson i pjevač Daniel "Mortuus" Rostén.

## Popis pjesama
Tekstovi i glazba: Daniel "Mortuus" Rostén, osim gdje je navedeno drugačije. 
| 1.    | »Memento Mori«         |                           |                        | 3:30 |
| 2.    | »Heart of the Funeral« |                           |                        | 2:23 |
| 3.    | »Blood of the Funeral« |                           | Mortuus, Joel Lindholm | 5:05 |
| 4.    | »Shovel Beats Sceptre« |                           |                        | 5:02 |
| 5.    | »Charlatan«            |                           |                        | 4:12 |
| 6.    | »Coffin Carol«         |                           |                        | 4:02 |
| 7.    | »Marching Bones«       | Mortuus, Morgan Håkansson |                        | 4:03 |
| 8.    | »Year of the Maggot«   | Mortuus, Håkansson        | Mortuus, Joel Lindholm | 4:14 |
| 9.    | »Red Tree of Blood«    |                           |                        | 3:50 |
| 10.   | »As We Are«            |                           |                        | 5:36 |
| 41:57 |                        |                           |                        |      |

## Zasluge
| Marduk - Morgan Håkansson – gitara - Daniel Rostén – vokal, bas-gitara, solo-gitara (na pjesmama "Blood of the Funeral", "As We Are") - Simon Schilling – bubnjevi | Dodatni glazbenici - J. Lindholm – bas-gitara - LG Petrov – dodatni vokal (na pjesmi "As We Are") Ostalo osoblje - Devo Andersson – bas-gitara, inženjer zvuka - Håkan Sjödin – fotografije - Holy Poison Design – grafički dizajn |